# Brezovszky Dániel
Brezovszky Dániel György (Budapest, 2000 –) magyar színész.

## Életpályája
Az általános iskolai tanulmányokkal párhuzamosan a művészeti alapképzést a Madách Művészeti Iskola diákjaként végezte. Ennek köszönhetően már 8 éves korától megismerkedett a színpad világával, az iskola számos darabjában, valamint több szerepben a Madách Színházban is fellépett. 2019-ben érettségizett a Berzsenyi Dániel Gimnáziumban. 2019-2024 között a Színház- és Filmművészeti Egyetem hallgatója, Zsótér Sándor és Szilágyi Bálint osztályában.

## Színházi szerepei
- Dés László – Geszti Péter – Békés Pál: A dzsungel könyve (Szegedi Nemzeti Színház, 2025) ...Maugli; Rendező: Widder Kristóf
- Michael Haneke: Szerelem (Örkény István Színház, 2025) ...Ápoló; Rendező: Ördög Tamás
- Kiss-Végh Emőke: Romantika (az Örkény István Színház és a Dollár Papa Gyermekei koprodukciója, 2024) ...Dani; Rendező: Kiss-Végh Emőke
- F. M. Dosztojevszkij: Ördögök (Csokonai Nemzeti Színház, Debrecen, 2024) ...Kirillov;[7] Rendező: Dejan Projkovski
- Cédric Chapuis: Élet-ritmusra (SZFE, 2024) ...Adrien Lepage; Rendező: Hojsza Henrietta
- A Pál utcai fúk (Komáromi Jókai Színház, 2023) ...Geréb;[3][8] Rendező: Rédl Károly
- Dollár Papa Gyermekei: Kék lagúna[9][10][11][12][13][14] (Trafó, 2023); Rendező: Ördög Tamás
- Figaro házassága (SZFE, 2022) ...Almaviva gróf, Andalúzia kormányzója; Rendező: Zsótér Sándor[3]
- Godot-ra várva (SZFE, 2022) ...Pozzo; Rendező: Horváth Csaba
- Özvegy Karnyóné és a két szeleburdiak (SZFE, 2022) ...Lázár; Rendező: Szilágyi Bálint
- Alice csodaországban (SZFE, 2023) ...Apa / Macska; Rendező: Lázár Helga
- Színész szegény[15] (SZFE, 2023) ...Brez, operatőr; Rendező: Vilmányi Benett
- Tartuffe (SZFE, 2023) ...Damis; Rendező: Csiszár Imre
- Babaház[15] (SZFE, 2023) ...Helmer; Rendező: Ördög Tamás
- József és a színes szélesvásznú álomkabát (Madách Színház, 2014) ...Benjamin; Rendező: Szirtes Tamás
- Anna Karenina (Madách Színház, 2008-2010) ...Szerjózsa;[3] Rendező: Szerednyey Béla

## Filmes és televíziós szerepei
- Jövő nyár[16] (2022) ...Dani
- The Last Kingdom: Seven Kings Must Die (2023) ...Teenage Mercenary
- ...a szomszéd tehene (2024) ...Molnár Tibor

## Egyéb fellépések
- Textúra 2023[17][18] – Magyar Nemzeti Galéria

## Szinkronok
- Kis lecke a szerelemről (2021)
- Hangyák a gatyában 3. (2023)
- A hét király halála (2023)
- Koppenhágai cowboy[19] (2023) ...Dardan

## Médiamegjelenések - Kritikák
- Pótszékfoglaló (Csatádi Gábor, 2025. február) - A bennünk élő ritmus[20]
- Jurányi Latte (Bordás Katinka, 2024. december)[21]
- Kék lagúna (Karácsony Nikolett, 2024. május) - "Csak a hangod van, meg a tested”[22]
- RTL (2024. január) -[23]